# 毛向輝

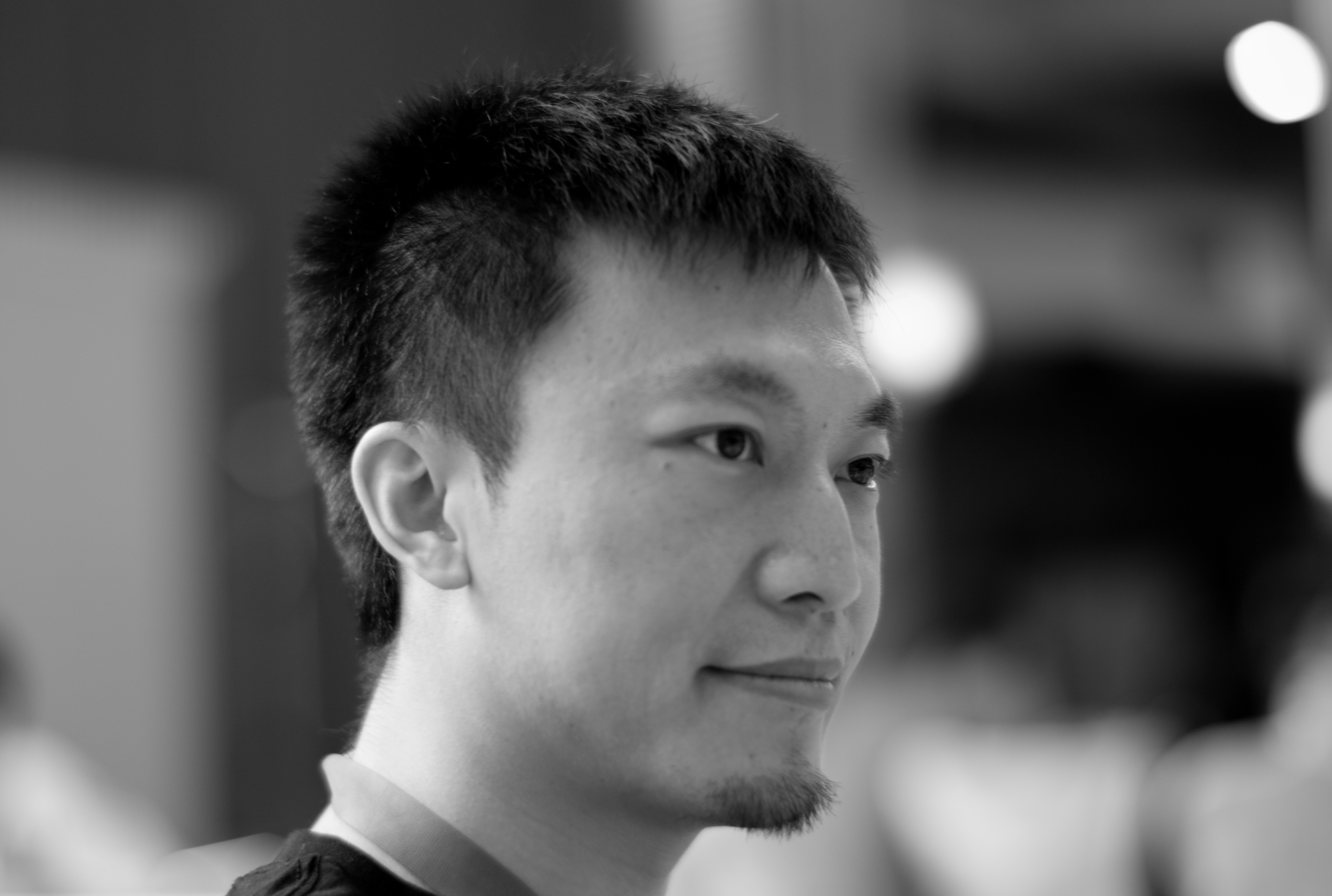
毛向輝

毛向輝是一個來自中華人民共和國的網誌作者。畢業於上海交通大學計算機系。他是易方軟件公司、博客園（CNBlog.org）公司創始人，现为美国哈佛大学伯克曼互联网与社会中心研究员。2005年，他開始了数字游牧，一個中文網誌伺服器遷向境外的活動。